# Équipe cycliste Germanvox-Wega
L'équipe cycliste Germanvox-Wega est une équipe cycliste italienne sur route, active entre 1967 et 1970. 

## Histoire de l'équipe
L'équipe est lancée en 1967 avec les sponsors Germanvox et Wega. Elle court sur des vélos de la marque Coppi. Lors de sa première année d'existence, elle remporte notamment une étape de Tirreno-Adriatico avec  Bruno Vittiglio et la 16e étape du Tour d'Italie avec Ole Ritter. La saison suivante, Ritter bat le record de l'heure.
En 1969, Ritter gagne une nouvelle étape du Tour d'Italie. En 1970, pour sa dernière année, elle recrute le coureur belge Guido Reybrouck. En mars, la formation italienne gagne trois étapes sur Paris-Nice avec Ritter, Reybrouck et Adriano Pella. L'équipe est invitée sur la Vuelta où Reybrouck remporte trois étapes, ainsi que les classements par points et du combiné.

## Principales victoires
- Trophée Matteotti : Ole Ritter (1968)
- Grand Prix de Lugano : Ole Ritter (1970)

## Bilan sur les grands tours
- Tour d'Italie
  - 4 participations (1967, 1968, 1969, 1970)
  - 2 victoires d'étapes
    - 1 en 1967 : Ole Ritter
    - 1 en 1969 : Ole Ritter

  - 0 victoire finale
  - 0 classement annexe

- Tour de France
  - 0 participation

- Tour d'Espagne
  - 1 participation (1970)
  - 3 victoires d'étapes 
    - 3 en 1970 : Guido Reybrouck (3)

  - 0 victoire finale
  - 2 classements annexes
    - Classement par points : 1970 (Guido Reybrouck)
    - Classement du combiné : 1970 (Guido Reybrouck)